# Eucinetomorphus ehlersi
Eucinetomorphus ehlersi là một loài bọ cánh cứng trong họ Melandryidae. Loài này được Heyden miêu tả khoa học năm 1884.